# Moston (Cheshire East)
Moston – wieś w Anglii, w hrabstwie ceremonialnym Cheshire, w dystrykcie (unitary authority) Cheshire East. Leży 33 km na wschód od miasta Chester i 240 km na północny zachód od Londynu. W 2001 miejscowość liczyła 375 mieszkańców.